# Edme Mariotte
Edme Mariotte (Dijon, cap a 1620 - París, 12 de maig de 1684), va ésser un físic i botànic francès.

## Vida i obra
Després d'haver estat ordenat sacerdot, va fer-se càrrec de la parròquia de Saint-Martin-sous-Beaune, prop de Dijon.
El reconeixement com a científic li ve pels seus estudis que el van dur, el 1676, al descobriment de la llei del comportament elàstic dels gasos, que fou formulada per Robert Boyle i que, per això, coneixem com a llei de Boyle-Mariotte. El 1660, va descobrir el punt cec de l'ull.
Va pertànyer des de la primera edició a l'Acadèmia Francesa de les Ciències, a París el 1666. El primer volum de la Història i Memòries de l'Acadèmia, de 1733, conté una gran varietat d'articles de Mariotte relatius a temes tan diversos com el moviment dels fluïds, la naturalesa del color, les notes musicals d'una trompeta, el baròmetre, la caiguda lliure dels cossos, el gel, ...
Els seus Assaigs de Física, quatre en total, que van aparèixer a París entre 1676 i 1679, són considerats entre els seus treballs més importants. És en el segon d'aquests assaigs De la naturalesa de l'aire on exposa l'observació que el volum d'un gas varia en proporció inversa a la pressió, tal com havia enunciat independentment Robert Boyle.
Mariotte va ésser un dels primers científics a estudiar el funcionament dels vegetals. Ho va publicar amb el títol Assaigs sobre la vegetació de les plantes. Es va interessar en la circulació de la saba i va afirmar que els vegetals no tenen ànima. Les seves observacions són prou precises per la seva època. També va sostenir que unes partícules en suspensió a l'aire són les responsables que aparegui vegetació en els estanys assecats. I demostrà que el fet que una planta sigui tòxica no guarda relació amb el tipus de sòl on ha crescut sinó que aprofita les matèries d'aquest sòl d'una manera diferent que una altra planta no tòxica.

## Publicacions

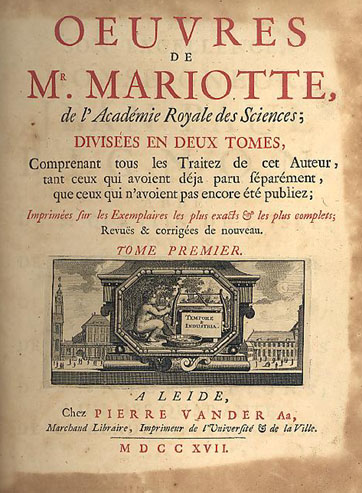
Œuvres de M. Mariotte (1717)

- Nouvelle découverte touchant la veüe (Nova descoberta en relació amb la vista) (1668)
- Traité du nivellement, avec la description de quelques niveaux nouvellement inventez (Tractat de l'anivellament, amb la descripció d'alguns anivelladors inventats nous) (1672)
- Traité de la percussion ou choc des corps, dans lequel les principales règles du mouvement, contraires à celles que Mr. Descartes et quelques autres modernes ont voulu établir, sont démontrées par leurs véritables causes (Tractat de la percussió o xoc dels cossos, en el qual les principals regles del moviment, contràries a aquelles que el senyor Descartes i alguns altres moderns han volgut establir, són demostrades per les seves veritables causes) (1673)
- Lettres écrites par MM. Mariotte, Pecquet, et Perrault, sur le sujet "d'une nouvelle découverte touchant la veüe faite par M. Mariotte" (Cartes escrites pels senyors Mariotte, Pecquet i Perrault, sobre el subjecte "d'una nova descoberta amb relació a la vista) (1676)
- Essai de logique, contenant les principes des sciences et la manière de s'en servir pour faire de bons raisonnemens (Assaig de lògica, contenint els principis de la ciència i la manera de servir-se'n per fer uns bons raonaments) (1678).
- Essais de physique, ou Mémoires pour servir à la science des choses naturelles (Assaigs de física, o Memòries per servir s la ciència de les coses naturals) (1679-1681)
- Traité du mouvement des eaux et des autres corps fluides, divisé en V parties, par feu M. Mariotte, mis en lumière par les soins de M. de La Hire (Tractat del moviment de les aigües i dels altres cossos fluids, dividit en 5 parts, fet pel senyor Mariotte, que surt a la llum per cura del senyor de La Hire) (1686)
- Œuvres de Mariotte (Obres de Mariotte) (2 volums, 1717). Reedició : J. Peyroux, Bordeus, 2001.
- Discours de la nature de l'air, de la végétation des plantes. Nouvelle découverte touchant la veüe (Discurs de la naturalesa de l'aire, de la vegetació de les plantes. Nova descoberta en relació amb la vista), Gauthier-Villars, Parìs, 1923.